# Спас Попнайденов
Спас Попнайденов (изписване до 1945 година: Спасъ попъ Найденовъ) е български революционер, горноджумайски деец на Вътрешната македонска революционна организация.

## Биография
Роден е в горноджумайското село Сърбиново. Учи в Солунската българска мъжка гимназия, където е съученик с бъдещия водач на ВМРО Иван Михайлов. Установява се в Свободна България, където работи като чиновник. Влиза във ВМРО и е член на Горноджумайския комитет.
Иван Михайлов пише за Попнайденов:
| „ | Уталоженъ, разсѫдливъ и съ здравъ характеръ. Бивалъ е членъ въ околийското рѫководно тѣло. | “ |